# 西澤能之
西澤能之（にしざわ たかゆき）は日本の総務官僚。

## 来歴
福井県坂井郡三国町（現在の坂井市）出身。京都大学法学部卒業。1996年 総理府入府（内閣総理大臣官房総務課）。国会対応や文書・法令審査などの業務に就く。2014年9月 高市総務大臣秘書官（事務担当）。2021年7月1日 総務省行政評価局企画課長兼行政管理局。同年9月1日 総務省行政評価局企画課長。2022年6月28日 内閣官房内閣参事官（内閣総務官室）兼内閣官房皇室典範改正準備室参事官兼内閣官房公文書監理官室参事官兼内閣人事局。

## 略歴
- 1996年4月：総理府入府（内閣総理大臣官房総務課）[2]。
- 1998年7月：建設省都市局公園緑地課法規係長[2]。
- 2000年7月：総務庁行政管理局主査（行革担当）[2]。
- 2001年1月6日：総務省行政管理局主査（行革担当）[2]。
- 2001年4月：総務省行政管理局企画調整課企画調整係長[2]。
- 2003年4月：鳥取市企画推進部長。
- 2006年4月：総務省人事・恩給局参事官補佐（人事評価）。
- 2008年4月：総務省行政管理局副管理官（内閣・内閣府、総務省担当）[2][3]。
- 2010年8月：総務省行政管理局副管理官（特殊法人、独立行政法人総括）。
- 2011年7月：総務省行政管理局副管理官（定員総括）。
- 2013年6月：総務省大臣官房秘書課企画官。
- 2014年9月：高市総務大臣秘書官（事務担当）。
- 2017年8月：総務省行政管理局企画官 兼 内閣官房内閣人事局企画官。
- 2018年7月20日：総務省行政管理局付 兼 内閣官房内閣参事官（内閣人事局企画調整、労働・国際担当）。
- 2020年7月20日：総務省行政管理局管理官（政府情報システム基盤、行政情報システム総括） 兼 行政管理局行政情報システム企画課 兼 内閣官房副長官補付 兼 内閣官房情報通信技術（IT）総合戦略室参事官。
- 2021年7月1日：総務省行政評価局企画課長 兼 行政管理局。
- 2021年9月1日：総務省行政評価局企画課長。
- 2022年6月28日：内閣官房内閣参事官（内閣総務官室） 兼 内閣官房皇室典範改正準備室参事官 兼 内閣官房公文書監理官室参事官 兼 内閣人事局。